# Psy (1981)
Psy is een Franse film van Philippe de Broca die werd uitgebracht in 1981. Het scenario is gebaseerd op het gelijknamig stripverhaal van Gérard Lauzier.

## Verhaal
Marc en zijn partner Colette zijn psychotherapeuten die via groepssessies mensen begeleiden die het geestelijk of emotioneel moeilijk hebben. Tijdens een van hun sessies verschijnen plotseling twee voortvluchtige personen: Marlène, een ex-minnares van Marc, en haar gezel Bob, een oud-soixante-huitard met wie ze nu overvallen pleegt. De dieven hopen uit de handen van de politie te blijven door zich bij Marc te verstoppen. Zo halen ze het therapeutisch proces overhoop. 
Algauw echter wordt de kennismaking en het contact met de dieven voor de patiënten weldadiger en prettiger dan de zachte manier waarop Marc en Colette met hen te werk gaan. Daarop verandert Marc zijn aanpak en wordt hij doortastender.  

## Rolverdeling
| Acteur                 | Personage               |
| ---------------------- | ----------------------- |
| Patrick Dewaere        | Marc                    |
| Anny Duperey           | Colette                 |
| Jean-François Stévenin | Jo                      |
| Catherine Frot         | Babette                 |
| Michel Creton          | Bob                     |
| Jennifer Lanvin        | Marlène                 |
| Aline Bertrand         | Suzanne, de gouvernante |
| Jean-Pierre Darroussin | Jacques                 |